# Tony Herreman
Tony Herreman (Hamme, 23 januari 1969) is een voormalig Belgisch voetballer die bij voorkeur als verdediger speelde. Hij kwam tijdens zijn carrière uit voor KSK Beveren, Germinal Ekeren, KAA Gent en Sporting Charleroi.

## Carrière
Herreman debuteerde als profspeler bij KSK Beveren. Toen Beveren in 1990 degradeerde naar tweede klasse stapte hij over naar Germinal Ekeren. Na drie seizoenen verhuisde de linksachter naar KAA Gent.
Bij Gent speelde hij vijf seizoenen. Hij won er tweemaal de Jean-Claude Bouvy-Trofee, de Gentse supporterstrofee, in 1994 en 1997. In 1998 keerde hij terug naar Germinal Ekeren, dat vanaf 1999 omgevormd werd tot Germinal Beerschot Antwerpen (GBA).
Na het seizoen 2000/01 was er  in de A-kern van GBA geen plaats meer voor de intussen 32-jarige Herreman. Daarop werd hij naar Charleroi gehaald door toenmalig trainer Enzo Scifo. In maart 2002 werd hij na een dopingtest drie maanden geschorst wegens een te hoog gehalte aan cafeïne in zijn bloed. Volgens zijn club was die overschrijding te wijten aan de pijnstillers die hij moest nemen tegen de chronische hoofdpijn waaraan hij leed sinds hij twee jaar eerder tijdens een wedstrijd een elleboogstoot in het gezicht kreeg. Omdat hij toch voor de rest van het seizoen buiten strijd was met een zware knieblessure, ging hij niet in beroep tegen de schorsing. Nadat hij hersteld was van zijn knieblessure, was er geen plaats meer voor Herreman in het eerste elftal van Charleroi en zette hij een punt achter zijn carrière als profspeler.